# Infernal Affairs
Infernal Affairs (xinès tradicional: 無間道, xinès simplificat: 无间道; Mou gaan dou o Wú Jiān Dào) és un thriller realitzat a Hong Kong el 2002 per Andrew Lau i Alan Mak. La pel·lícula explica la història d'un policia que infiltra un grup de la màfia xinesa, i d'un talp d'aquesta mateixa banda que infiltra la policia.
El títol en xinès significa "el camí sense final" i fa referència al nivell més baix de l'infern en el budisme. El títol anglès combina l'expressió policíaca "afers interns" amb una referència a l'infern. A causa del seu èxit comercial i de crítica, l'any 2003 se'n van fer dues continuacions: Infernal Affairs II, que narra els esdeveniments que precedeixen l'episodi del 2002, i Infernal Affairs III, que n'explica el desenllaç.
Si bé la publicitat prèvia a la sortida d'Infernal Affairs feia èmfasi en el seu càsting d'estrelles hongkongueses (Andy Lau, Tony Leung, Anthony Wong, Eric Tsang, Kelly Chen i Sammi Cheng), més tard va ser molt apreciada a causa de l'originalitat de la trama i del seu estil concís i ràpid. A Hong Kong, l'explotació de pel·lícula va anar excepcionalment bé, fins al punt de considerar-se com "un miracle de taquilla", i se la va considerar com la renaixença d'aquest cinema, que a l'època mancava força de creativitat.
El 2006, Martin Scorsese en va fer un remake anomenat Infiltrats que va guanyar quatre Oscars.